# Rick Walker
Rick Walker é um ex-jogador profissional de futebol americano estadunidense.

## Carreira
Rick Walker foi campeão da temporada de 1982 da National Football League jogando pelo Washington Redskins.